# Crocodile Dundee in Los Angeles

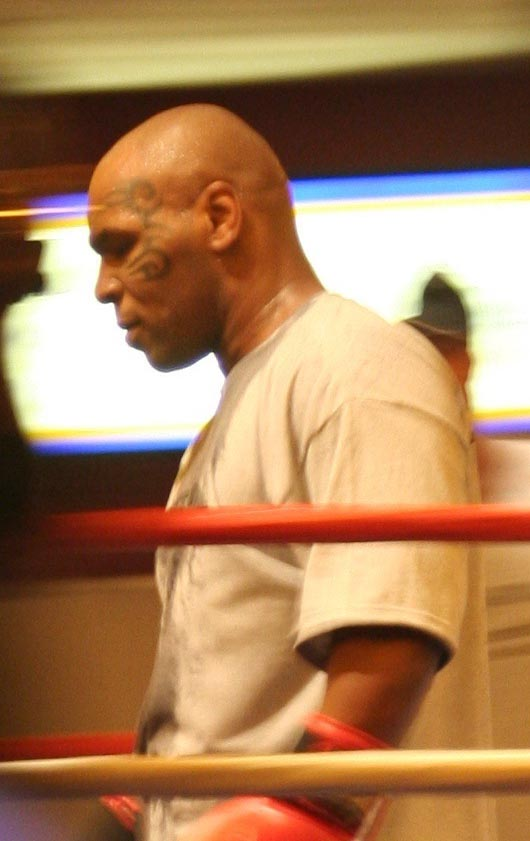
Mike Tyson hace un importante cameo en la película

Crocodile Dundee in Los Angeles, titulada Cocodrilo Dundee en Los Ángeles en España y Cocodrilo Dundee en Hollywood en Hispanoamérica, es una película cómica estrenada el 12 de abril de 2001 en Australia y el 20 de abril del mismo año en Estados Unidos y el 7 de septiembre del mismo año en España. Fue protagonizada por Paul Hogan y Linda Kozlowski y fue dirigida por Simon Wincer. La película es la tercera y última de la saga que completa  Cocodrilo Dundee (1986) y Cocodrilo Dundee 2 (1987).

## Argumento
Cocodrilo Dundee (Paul Hogan) vive actualmente con su encantadora esposa Sue (Linda Kozlowski) y su hijo, tienen una vida tranquila y apacible que pronto se verá truncada cuando el padre de Sue le pide encarecidamente que se trasladen a Los Ángeles para que ésta se haga cargo de la dirección del periódico de su padre.
Una vez instalados en Los Ángeles la familia tendrá que enfrentarse a un nuevo misterio que tendrán que resolver entre los tres, pasando por todo tipo de divertidas y emocionantes aventuras. Lo curioso de dicho misterio es que les llevará a un conocido estudio de Hollywood.

## Recepción crítica y comercial
Según la página de Internet Rotten Tomatoes obtuvo un 12% de comentarios positivos, llegando a la siguiente conclusión: "Una comedia familiar sin bromas escatológicas, pero aquí no hay nada que no hayamos visto antes." Destacar el comentario del crítico cinematográfico Roger Ebert: 

"He visto auditorías que fueron muchísimo más emocionantes."
Roger Ebert.

Según la página de Internet Metacritic obtuvo críticas negativas, con un 37%, basado en 23 comentarios de los cuales 3 son positivos. Recaudó en Estados Unidos 25 millones de dólares. Sumando las recaudaciones internacionales la cifra asciende a 39 millones. El presupuesto invertido en la producción fue de aproximadamente 21 millones. Las tres películas han recaudado en total 309 millones de dólares sólo en Estados Unidos.

## Premios
Razzie Awards
| Año  | Categoría             | Resultado |
| ---- | --------------------- | --------- |
| 2002 | Peor remake o secuela | Candidata |

## Localizaciones
Cocodrilo Dundee in Los Angeles se empezó a rodar el 7 de agosto de 2000 en diferentes localizaciones de Estados Unidos y Australia. Destacando la ciudad de Los Ángeles y Pasadena en Estados Unidos y Melbourne y Queensland en Australia.

## DVD
Crocodile Dundee in Los Angeles salió a la venta el 12 de diciembre de 2001 en España, en formato DVD. El disco contiene menús interactivos, acceso directo a escenas, subtítulos en múltiples idiomas, filmografías, ficha artística y ficha técnica. Por otro lado existe una edición especial, también en formato DVD, formada por los tres títulos de la saga; Cocodrilo Dundee, Cocodrilo Dundee 2 y Crocodile Dundee in Los Angeles. Los discos contienen menús interactivos, acceso directo a escenas y subtítulos en múltiples idiomas. En España existe, además, otra edición especial que incluye los dos primeros títulos de la saga, en formato DVD. Los discos contienen menús interactivos, acceso directo a escenas, subtítulos en múltiples idiomas, tráiler cinematográfico de las dos películas  y documental: "detrás de las cámaras".